# Heek (Allemagne)
Heek est une commune de Rhénanie-du-Nord-Westphalie (Allemagne), située dans l'arrondissement de Borken, dans le district de Münster.